# Pericallis
 Pericallis  D.Don, 1834 è un genere di piante angiosperme dicotiledoni della famiglia delle Asteraceae (sottofamiglia Asteroideae).

## Etimologia
Il nome del genere deriva da due parole greche: "peri" (= molto) e "callos" (= bello); termine usato da Omero per "molto bello".
Il nome scientifico del genere è stato definito dal botanico David Don (1799-1841) nella pubblicazione " The British flower garden: containing coloured figures & descriptions of the most ornamental & curious hardy herbaceous plants. London" ( Brit. Fl. Gard. [Sweet] 6: ad t. 228) del 1834.

## Descrizione

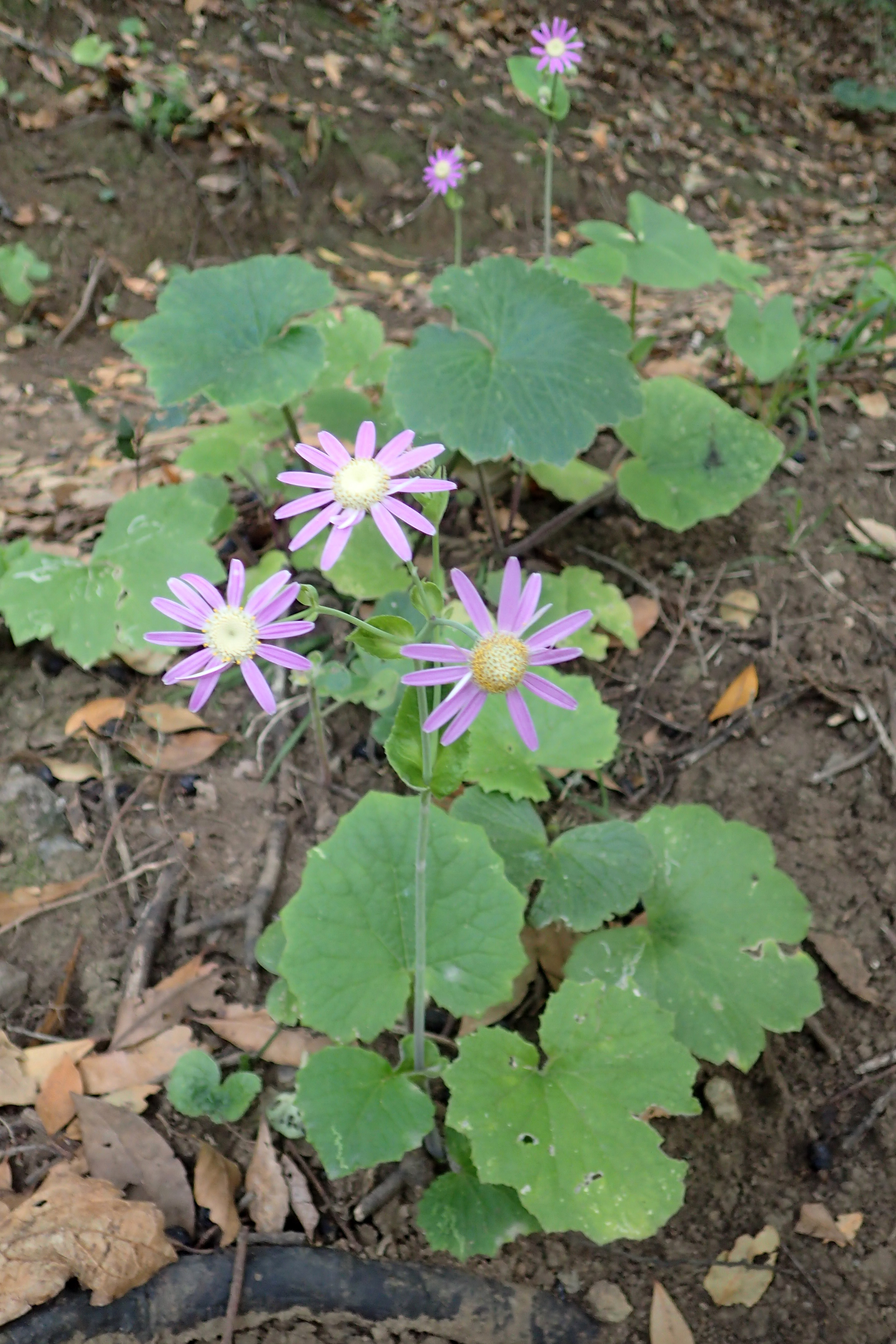
Il portamento
Pericallis tussilaginis

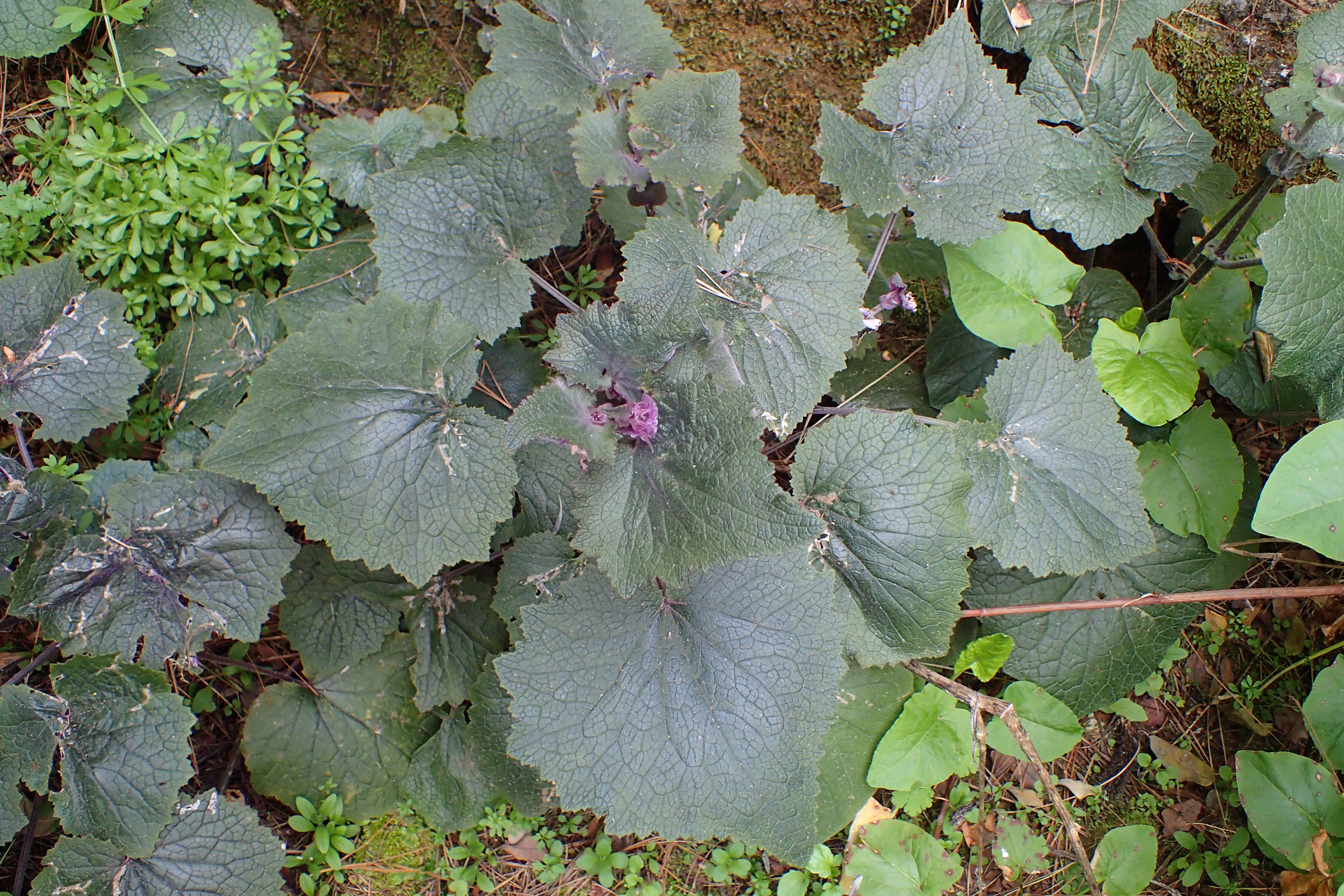
Le foglie
Pericallis cruenta

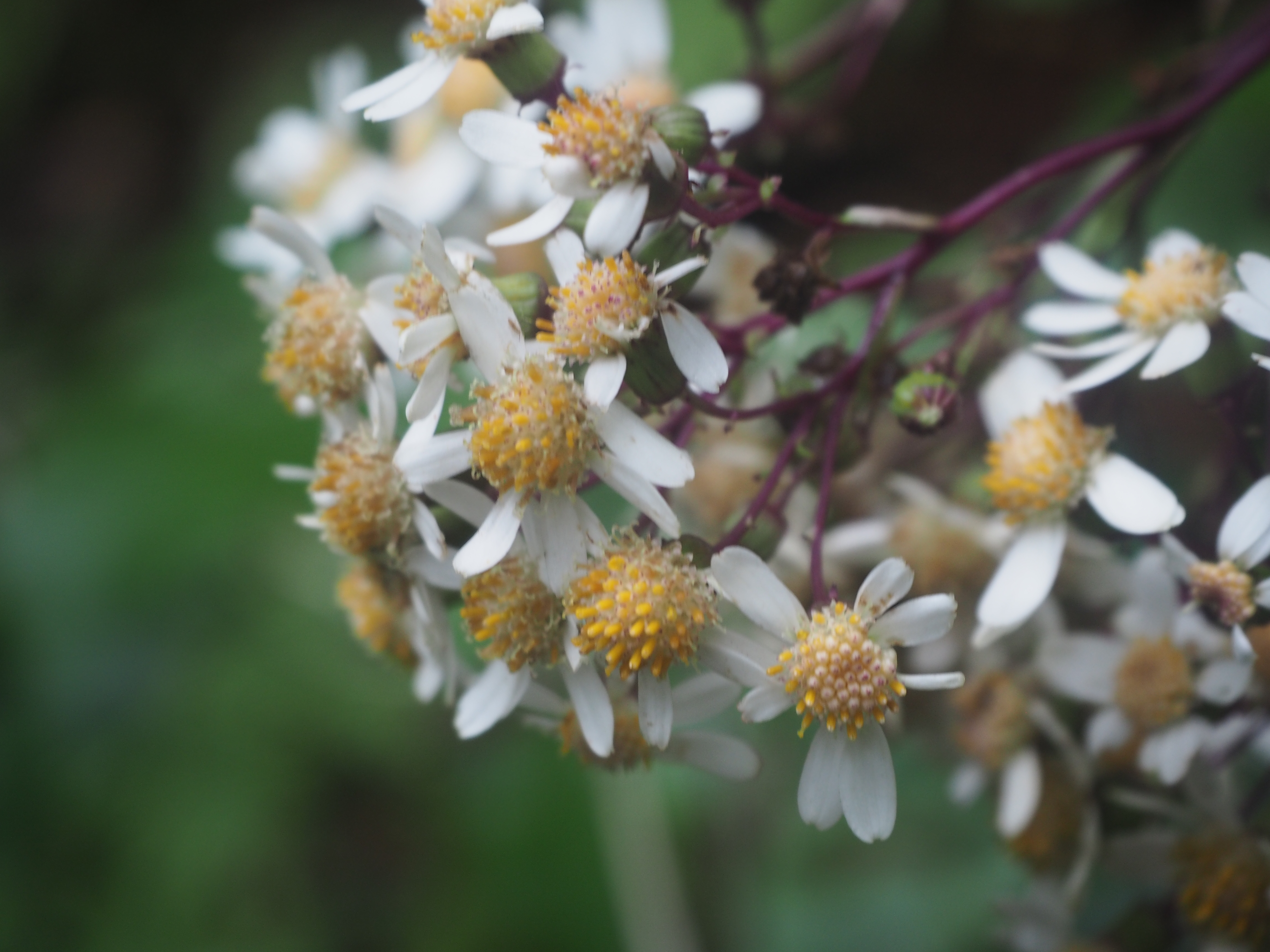
Infiorescenza
Pericallis appendiculata

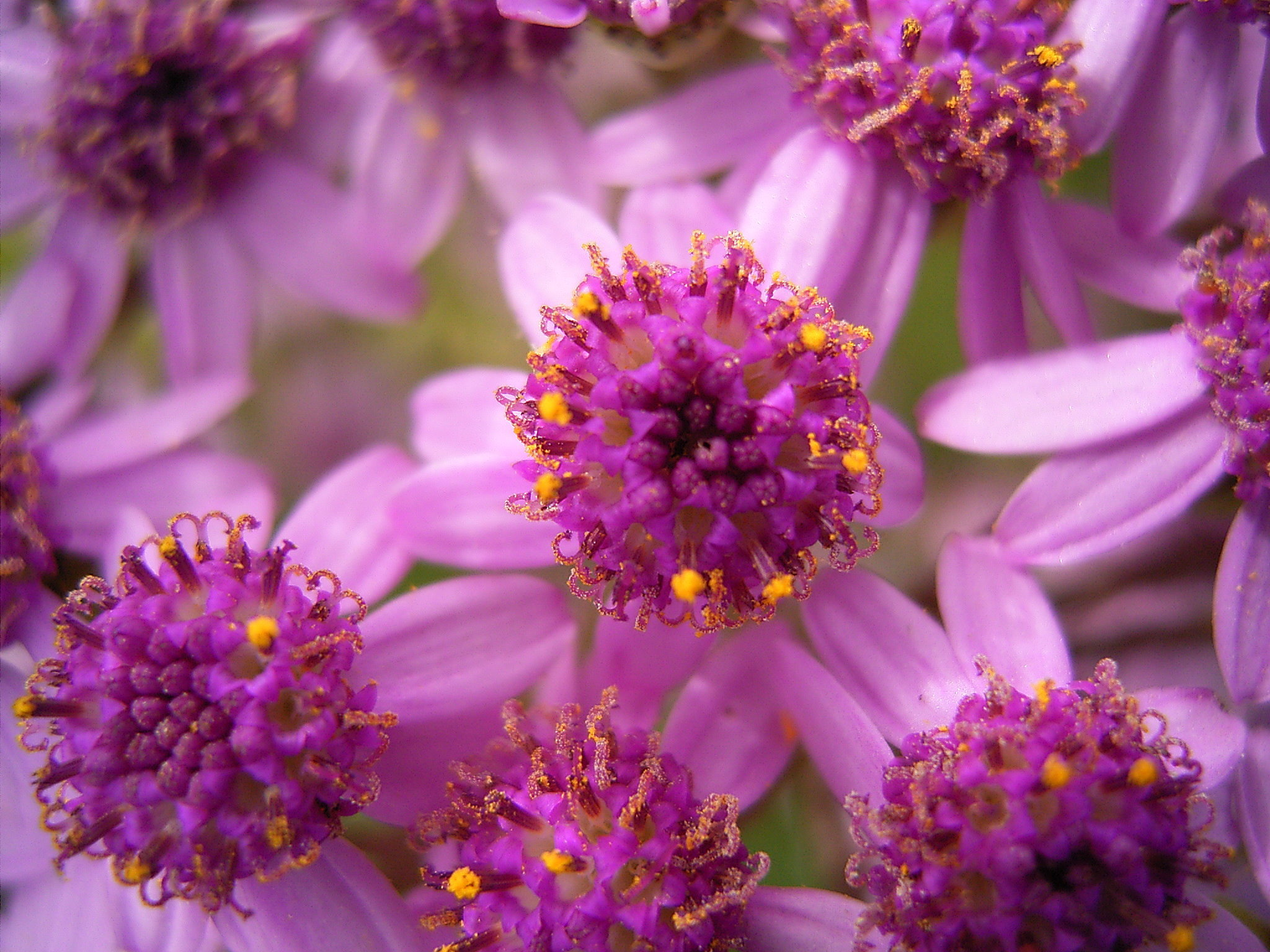
I fiori
Pericallis papyracea

Habitus. Le specie di questo genere hanno un habitus di tipo erbaceo perenne o subarbustivo. Le superfici delle piante possono essere sia glabre che pubescenti per peli semplici. Altezza media delle piante: 20 – 40 cm.
Radici. Le radici in genere sono secondarie da rizoma e possono essere fibrose. I rizomi sono striscianti o legnosi.
Fusto. La parte aerea è eretta o strisciante o lianosa; semplice o ramosa.
Foglie. Le foglie sia cauline che basali, disposte in modo alternato, sono picciolate. La forma della lamina è intera da cordata a reniforme o ovata. I margini sono interi o da dentati a lobati. In alcune specie le venature sono palmate.
Infiorescenza. Le sinflorescenze sono composte da più capolini organizzati in formazioni corimbose. Le infiorescenze vere e proprie sono formate da un capolino terminale peduncolato di tipo radiato. Alla base dell'involucro (la struttura principale del capolino) non è presente un calice formato da brattee fogliacee. I capolini sono formati da un involucro, con forme da cilindriche a urceolate, composto da diverse brattee, al cui interno un ricettacolo fa da base ai fiori di due tipi: quelli esterni del raggio e quelli più interni del disco. Le brattee (da 13 a 21) sono disposte in modo embricato di solito su una sola serie e possono essere connate alla base. Il ricettacolo è nudo (senza pagliette a protezione della base dei fiori); la forma è piatta e a volte è alveolato. Diametro dell'involucro: 3 – 8 mm.
Fiori.  I fiori (fiori del raggio: 13 - 21; fiori del disco: 40 - 60) sono tetra-ciclici (formati cioè da 4 verticilli: calice – corolla – androceo – gineceo) e pentameri (calice e corolla formati da 5 elementi). Sono inoltre ermafroditi, più precisamente i fiori del raggio (quelli ligulati e zigomorfi) sono femminili; mentre quelli del disco centrale (tubulosi e actinomorfi) sono bisessuali o a volte funzionalmente maschili.
- Formula fiorale:

*/x K {\displaystyle \infty }, [C (5), A (5)], G 2 (infero), achenio
- Calice: i sepali del calice sono ridotti ad una coroncina di squame.
- Corolla: nella parte inferiore i petali della corolla sono saldati insieme e formano un tubo. In particolare le corolle dei fiori del disco centrale (tubulosi) terminano con delle fauci dilatate a raggiera con cinque lobi. I lobi possono avere una forma da deltoide a triangolare-ovata. Nella corolla dei fiori periferici (ligulati) il tubo si trasforma in un prolungamento da nastriforme o ligulato a filiforme o allargato, terminante più o meno con cinque dentelli. Il colore delle corolle è bianco, rosa, porpora o blu.
- Androceo: gli stami sono 5 con dei filamenti liberi. La parte basale del collare dei filamenti è distintamente dilatata. Le antere invece sono saldate fra di loro e formano un manicotto che circonda lo stilo. Le antere sono senza coda ("ecaudate"). La struttura delle antere è di tipo tetrasporangiato, raramente sono bisporangiate. Il tessuto endoteciale è radiale o polarizzato. Il polline è tricolporato (tipo "helianthoid").[11]
- Gineceo: lo stilo è biforcato con due stigmi nella parte apicale. Gli stigmi sono troncati o ottusi. Le superfici stigmatiche sono separate.  L'ovario è infero uniloculare formato da 2 carpelli.

Frutti. I frutti sono degli acheni con pappo. La forma degli acheni è affusolata; la superficie è percorsa da 4 - 5 coste longitudinali e può essere glabra. Non sempre il carpoforo è distinguibile. Il pappo è formato da 20 - 40 setole snelle, bianche o rosa o fulve; possono essere sia persistenti che caduche; possono inoltre essere connate alla base; a volte il pappo è assente (specialmente nei fiori del raggio).

## Biologia
Impollinazione: l'impollinazione avviene tramite insetti (impollinazione entomogama tramite farfalle diurne e notturne).
Riproduzione: la fecondazione avviene fondamentalmente tramite l'impollinazione dei fiori (vedi sopra).
Dispersione: i semi (gli acheni) cadendo a terra sono successivamente dispersi soprattutto da insetti tipo formiche (disseminazione mirmecoria). In questo tipo di piante avviene anche un altro tipo di dispersione: zoocoria. Infatti gli uncini delle brattee dell'involucro (se presenti) si agganciano ai peli degli animali di passaggio disperdendo così anche su lunghe distanze i semi della pianta. Inoltre per merito del pappo il vento può trasportare i semi anche a distanza di alcuni chilometri (disseminazione anemocora).

## Distribuzione e habitat
Le specie di questo genere sono distribuite nelle Azzorre, isole Canarie e Madeira; mentre sono introdotte in molte parti della Terra (Europa compresa l'italia, India, America del nord e del sud e Nuova Zelanda).

## Tassonomia
La famiglia di appartenenza di questa voce (Asteraceae o Compositae, nomen conservandum) probabilmente originaria del Sud America, è la più numerosa del mondo vegetale, comprende oltre 23.000 specie distribuite su 1.535 generi, oppure 22.750 specie e 1.530 generi secondo altre fonti (una delle checklist più aggiornata elenca fino a 1.679 generi). La famiglia attualmente (2021) è divisa in 16 sottofamiglie; la sottofamiglia Asteroideae è una di queste e rappresenta l'evoluzione più recente di tutta la famiglia.

### Filogenesi
Il genere di questa voce appartiene alla sottotribù Senecioninae della tribù Senecioneae (una delle 21 tribù della sottofamiglia Asteroideae). In base ai dati filogenetici la sottotribù, all'interno della tribù, occupa il "core" della tribù e insieme alla sottotribù Othonninae forma un "gruppo fratello".
I seguenti caratteri sono indicativi per la sottotribù:
- il portamento è molto vario (erbe, arbusti, liane, epifite, alberelli o alberi);
- le foglie sono sia basali che cauline disposte in modo alternato;
- sono presenti capolini sia radiati, disciformi o discoidi;
- le antere sono tetrasporangiate, raramente bisporangiate.

La struttura della sottotribù è molto complessa e articolata (è la più numerosa della tribù con oltre 1.200 specie distribuite su un centinaio di generi) e al suo interno sono raccolti molti sottogruppi caratteristici le cui analisi sono ancora da completare. In base alle ultime analisi filogenetiche molecolari il genere di questa voce fa parte di un gruppo formato dai seguenti generi: Cineraria, Emilia, Pericallis e Packera (questi due ultimi generi formano un "gruppo fratello"). All'interno di questo clade, come "gruppo fratello" al genere Cineraria si trova un "subclade sudafricano" ben supportato formato dai generi Bertilia, Bolandia, Stilpnogyne e Mesogramma. Tutti questi generi sono più o meno di origine africana (a parte Packera e il genere di questa voce). Il cladogramma seguente mostra una possibile configurazione filogenetica di questo gruppo di generi (altre analisi producono in alternativa degli alberi filogenetici politomici).
|  | Cineraria            |
|  |                      |
|  | subclade sudafricano |
|  |                      |

|  | Emilia                                                 |
|  |                                                        |
|  | \| \| Pericallis \| \| \| \| \| \| Packera \| \| \| \| |
|  |                                                        |
|  | Pericallis                                             |
|  |                                                        |
|  | Packera                                                |
|  |                                                        |

|  | Pericallis |
|  |            |
|  | Packera    |
|  |            |

|  | Cineraria            |
|  |                      |
|  | subclade sudafricano |
|  |                      |

|  | Emilia                                                 |
|  |                                                        |
|  | \| \| Pericallis \| \| \| \| \| \| Packera \| \| \| \| |
|  |                                                        |
|  | Pericallis                                             |
|  |                                                        |
|  | Packera                                                |
|  |                                                        |

|  | Pericallis |
|  |            |
|  | Packera    |
|  |            |

I caratteri distintivi per le specie del genere  Pericallis sono:
- il colore dei fiori non è giallo;
- la porzione basale dei filamenti delle antere è prominente;
- gli acheni non sono compressi e sono privi di margini ispessiti;
- le specie di questo genere sono endemiche dell'arcipelago della Macaronesia.

Il numero cromosomico della specie è: 2n = 60.

### Elenco delle specie
Questo genere ha 16 specie:
- Pericallis appendiculata (L.f.) B.Nord.
- Pericallis aurita (L'Hér.) B.Nord.
- Pericallis cruenta Webb & Berthel.
- Pericallis echinata (L.f.) B.Nord.
- Pericallis hadrosoma (Svent.) B.Nord.
- Pericallis hansenii (G.Kunkel) Sunding
- Pericallis × hybrida (Regel) B.Nord.
- Pericallis lanata (L'Hér.) B.Nord.
- Pericallis malvifolia (L'Hér.) B.Nord.
- Pericallis menezesii R.Jardim, K.E.Jones, Carine & M.Seq.
- Pericallis multiflora (L'Hér.) B.Nord.
- Pericallis murrayi (Bornm.) B.Nord.
- Pericallis papyracea (DC.) B.Nord.
- Pericallis steetzii (Bolle) B.Nord.
- Pericallis tirmensis Marrero Rodr. & C.Santiago
- Pericallis tussilaginis (L'Hér.) D.Don
- Pericallis webbii (Sch.Bip.) Bolle

#### Alcune immagini

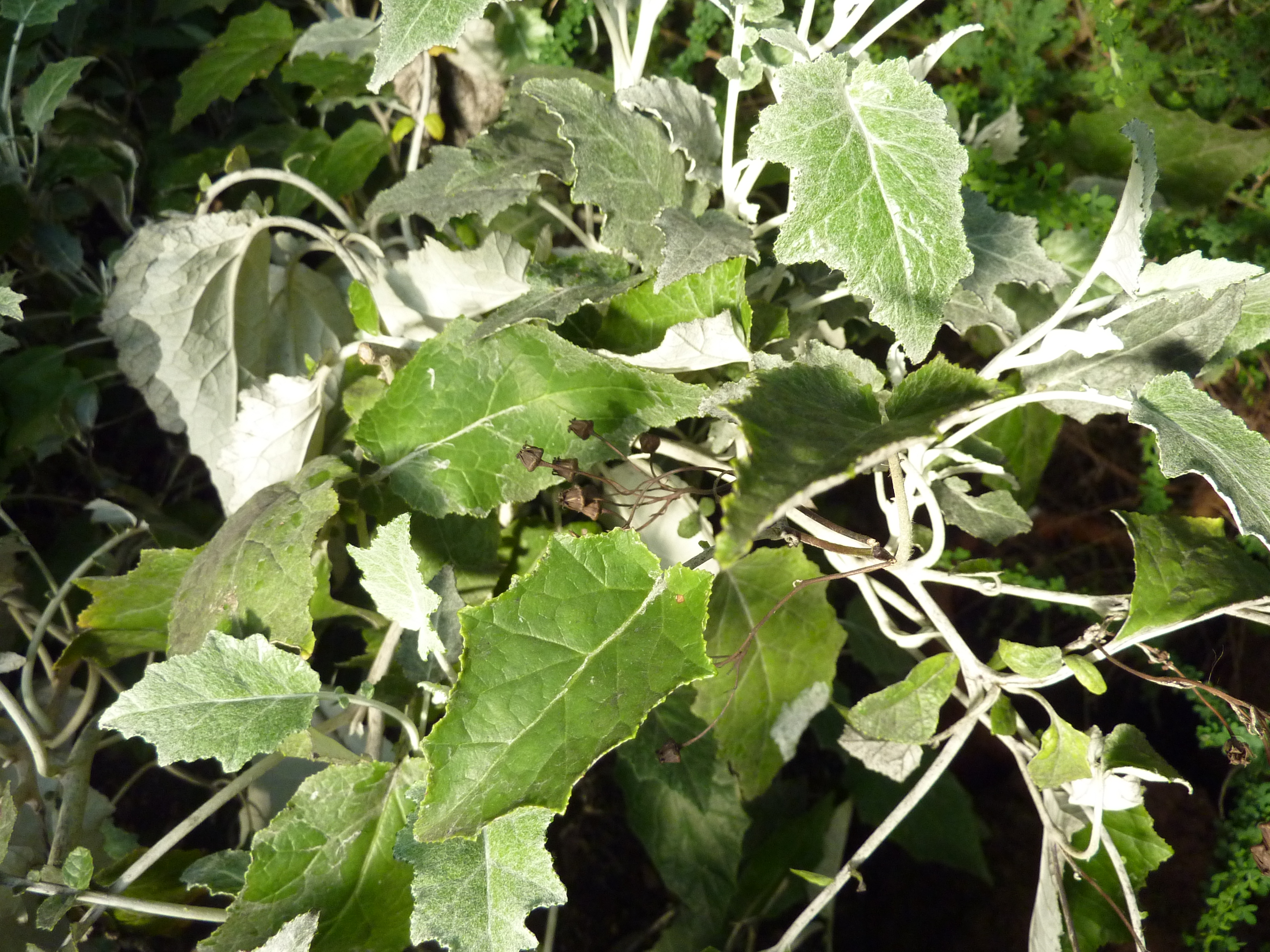
Pericallis appendiculata
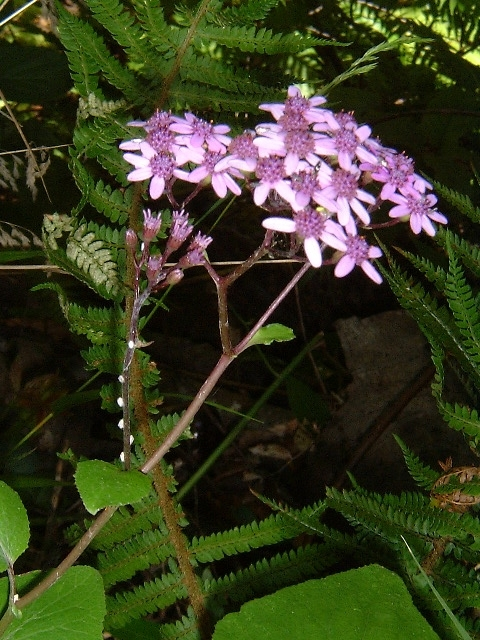
Pericallis aurita
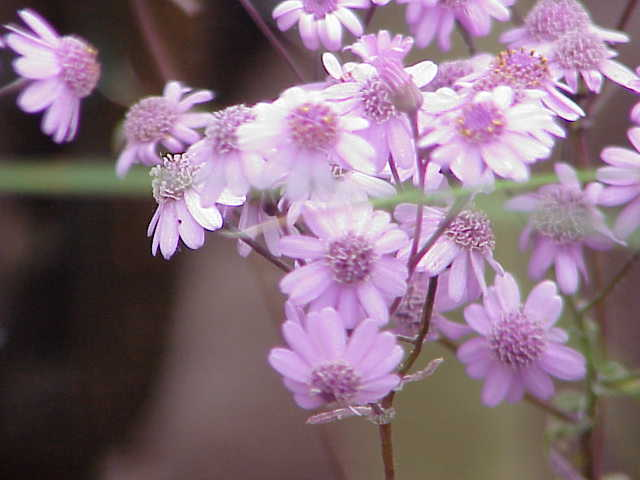
Pericallis cruenta
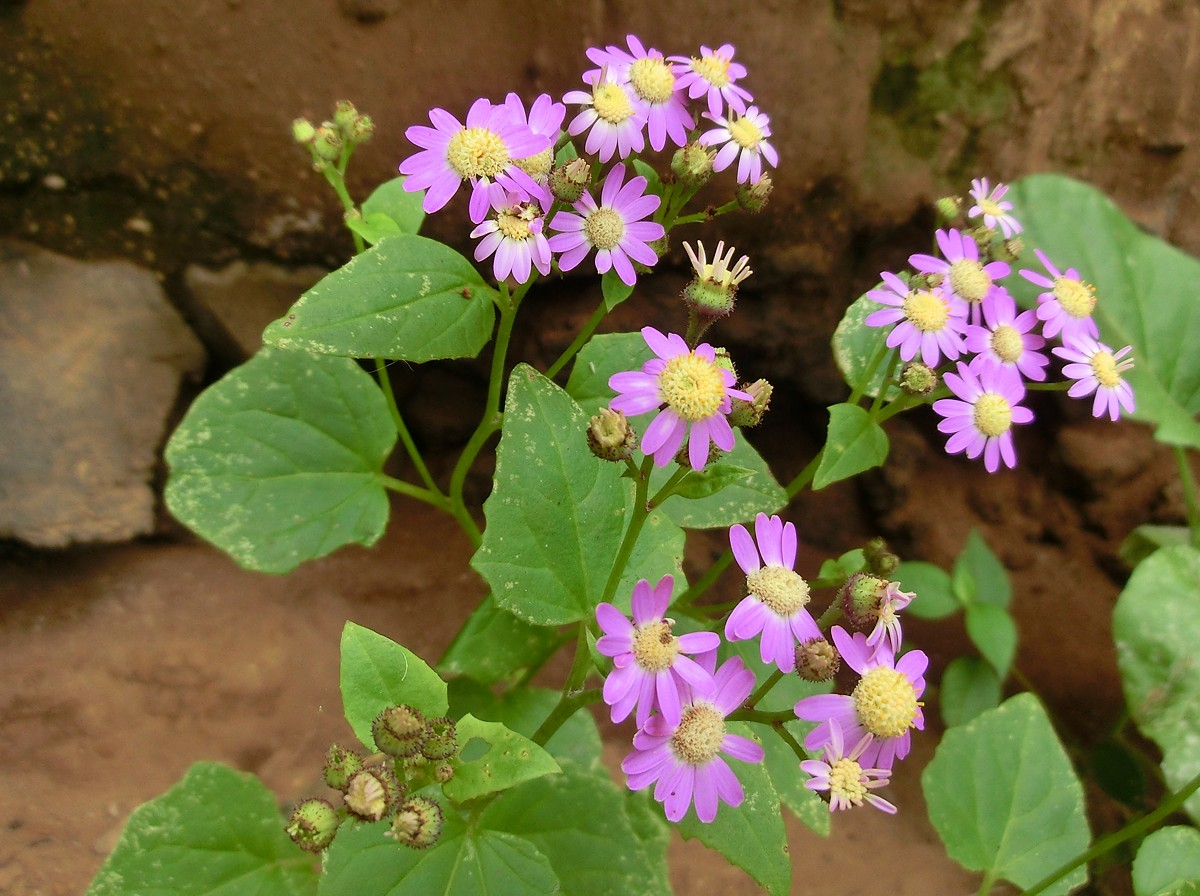
Pericallis echinata
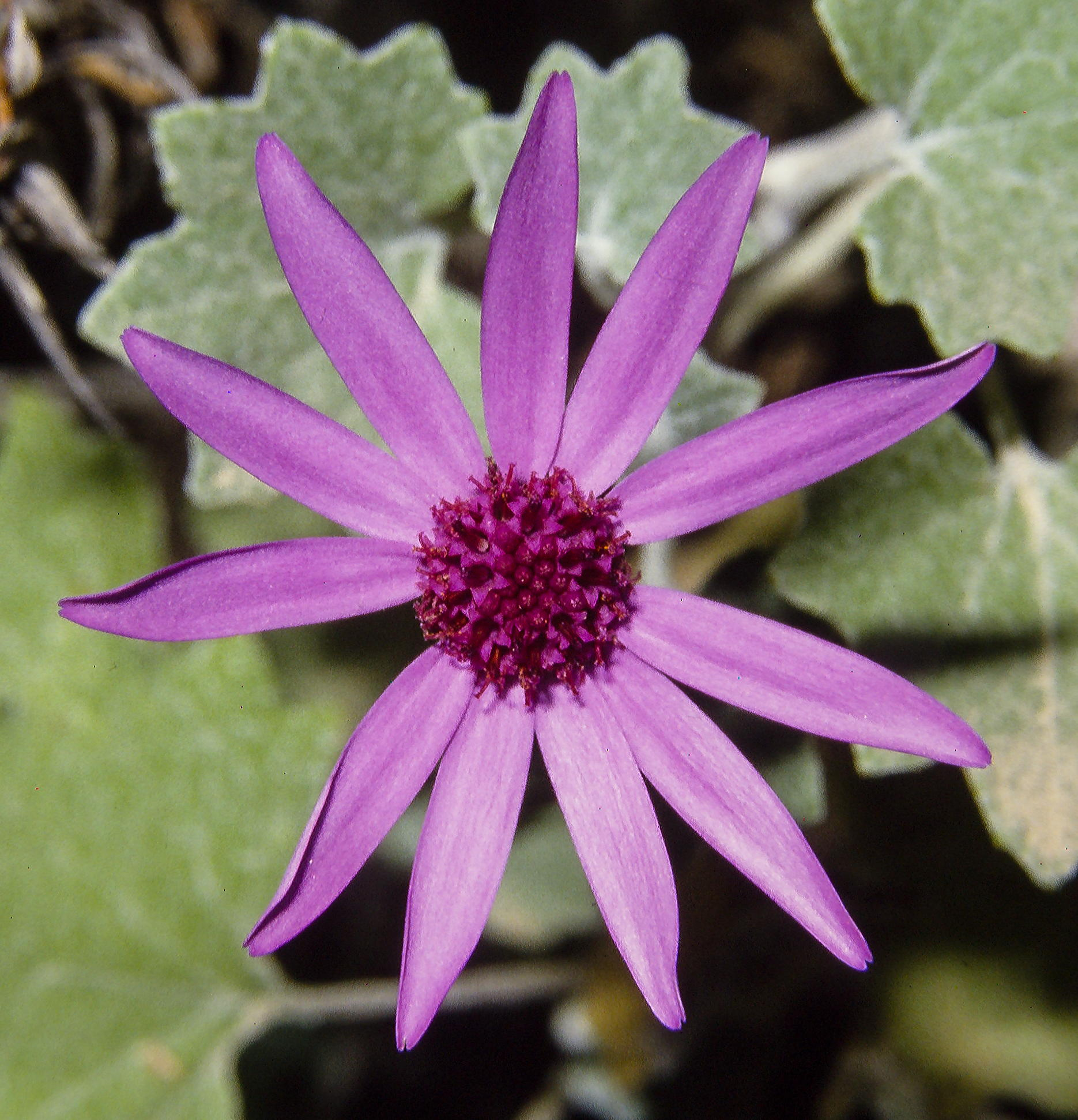
Pericallis lanata
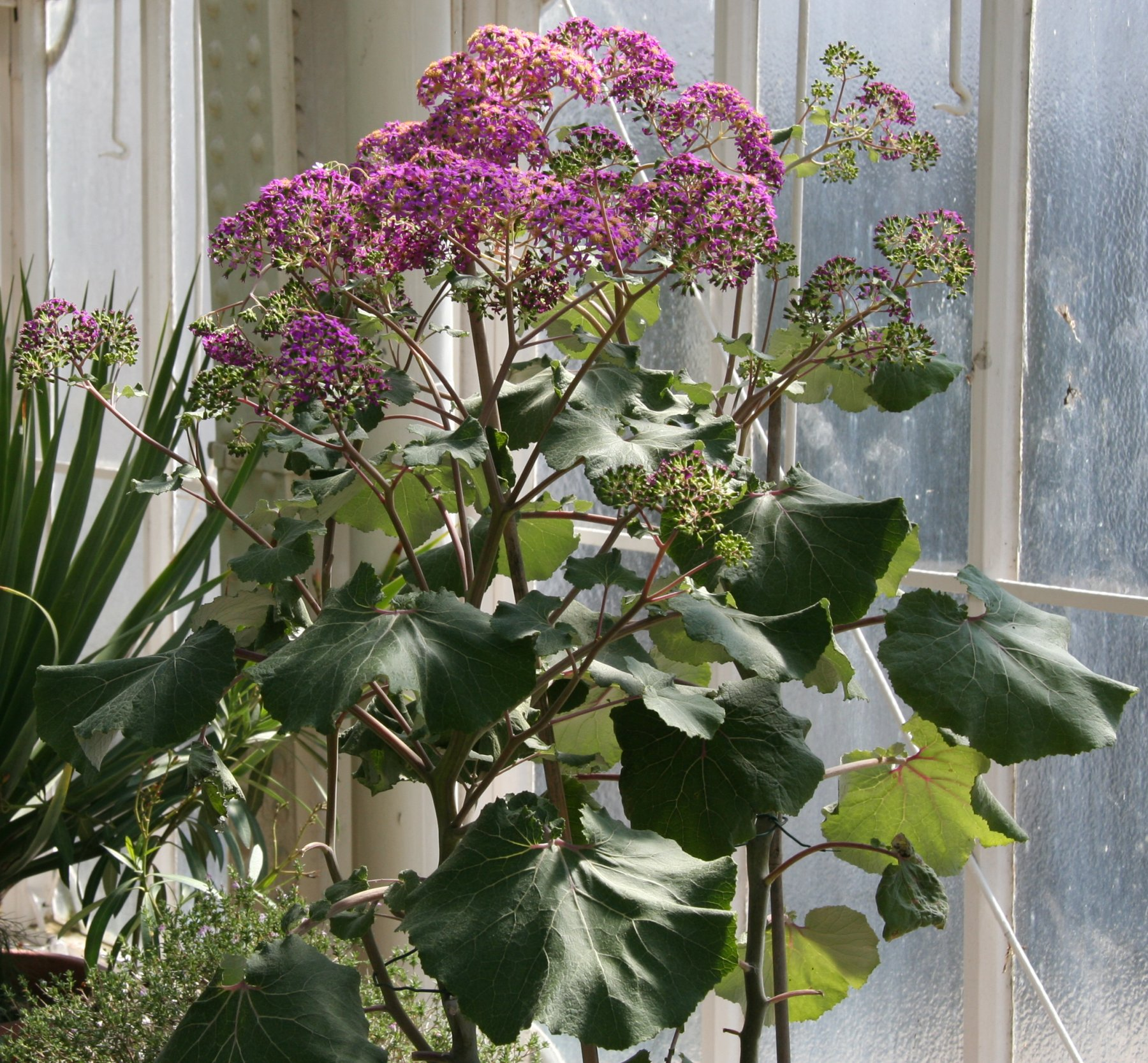
Pericallis malvifolia
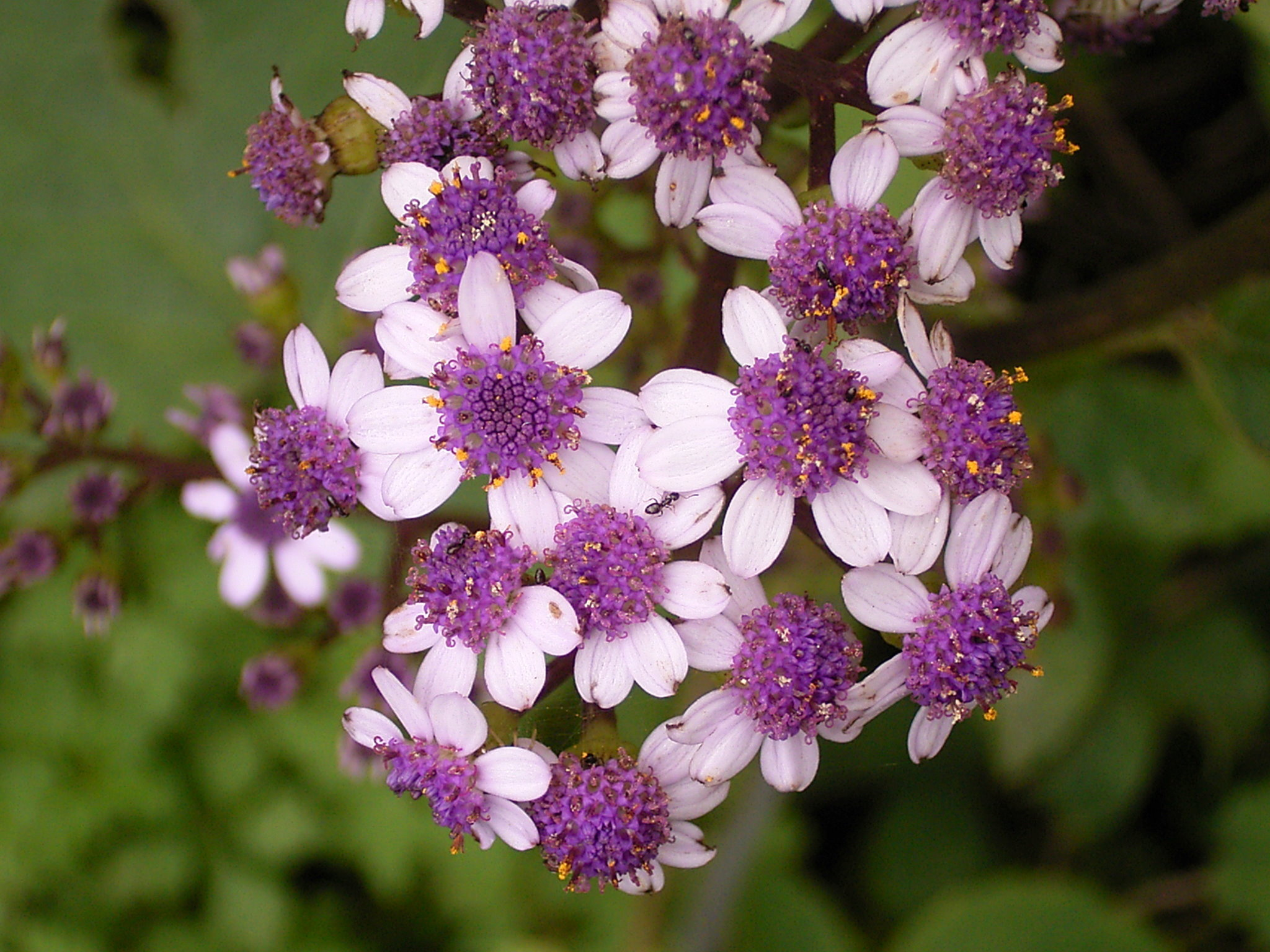
Pericallis papyracea
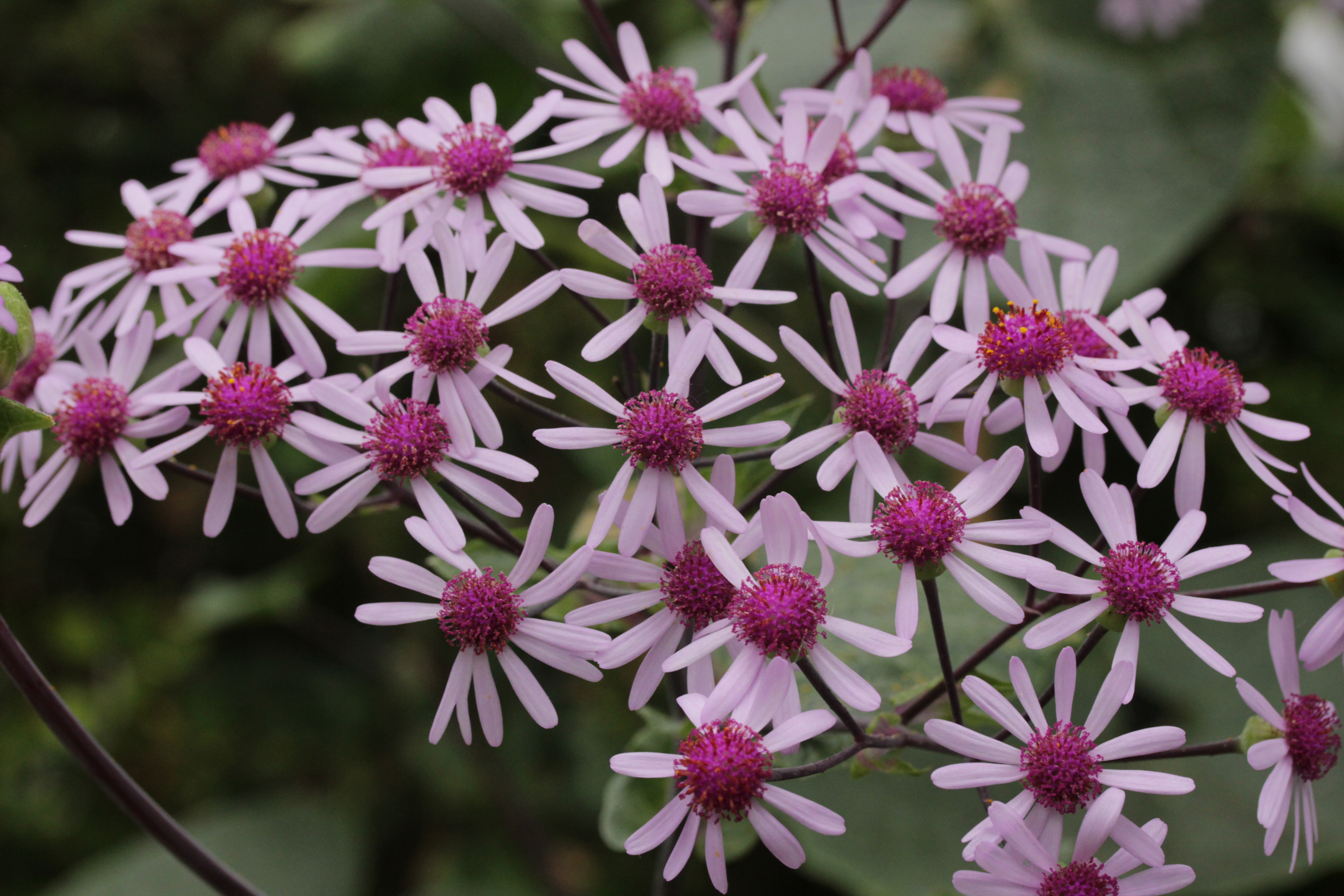
Pericallis webbii